# MSV Brünn
Der Militärsportverein Brünn (kurz MSV Brünn) war eine deutsche Soldatenmannschaft in Brünn im Protektorat Böhmen und Mähren, heute in Tschechien gelegen.

## Geschichte
Der Verein spielte zuerst im zweitklassigen Gau Oberdonau der Fußball-Sportbereichsklasse Donau-Alpenland 1941/42 (Österreich), bevor er zur Spielzeit 1942/43 in die Gauliga Sudetenland wechselte. Diese Liga konnte der Verein 1942/43 für sich entscheiden. Dadurch qualifizierte man sich für die Endrunde um die deutsche Fußballmeisterschaft, schied allerdings bereits in der 1. Runde durch ein 2:5 gegen First Vienna FC 1894 im Wiener Praterstadion aus.
1943 startete der Militärsportverein erstmals in der Gauliga Mähren, da aufgrund einer Ligenreform alle im Osten des Sportgaus Sudetenland ansässigen Mannschaften dort antreten mussten. Die Spiele um den Meistertitel Böhmen-Mährens konnte man gegen LSV Prag-Gbell mit 2:0 und 4:1 siegreich gestalten und qualifizierte sich so zum zweiten Mal in Folge für die Endrunde um die deutsche Meisterschaft. Dort traf man erneut auf First Vienna, im Gegensatz zum Vorjahr in Brünn. Aber auch dieses Mal war der Gegner zu stark und gewann 6:3.
Nach Ende des Krieges 1945 erlosch der Verein.

## Platzierungen
| Saison  | Liga                                | Platz      | Spiele     | S          | U          | N          | Tore       | Punkte     |
| ------- | ----------------------------------- | ---------- | ---------- | ---------- | ---------- | ---------- | ---------- | ---------- |
| 1941/42 | Gauliga Oberdonau                   | Halbfinale | Halbfinale | Halbfinale | Halbfinale | Halbfinale | Halbfinale | Halbfinale |
| 1942/43 | Gauliga Sudetenland Staffel Ost     | 01.        | 06         | 4          | 1          | 1          | 32:70      | 09:3       |
| 1943/44 | Gauliga Böhmen-Mähren Gruppe Mähren | 01.        | 10         |            |            |            | 58:13      | 18:2       |

## Bekannte Spieler
- Lukas Aurednik
- Rudolf Viertl
- Nigrin, Klug, Schukowitz, Jurkowitz, Hron, Hahn, Matula, Dragon, Körner, Hummenberger, Karl Kerbach, Belonoc, Behounek = Gau-Meistermannschaft Böhmen-Mähren 1944

## Erfolge
- Meister der Gauliga Sudetenland: 1943
- Meister der Gauliga Böhmen-Mähren: 1944

## Quelle
- Hardy Grüne, Christian Karn: Das große Buch der deutschen Fußballvereine. AGON Sportverlag, Kassel 2009, ISBN 978-3-89784-362-2.